# Handelsschlüssellistennummer

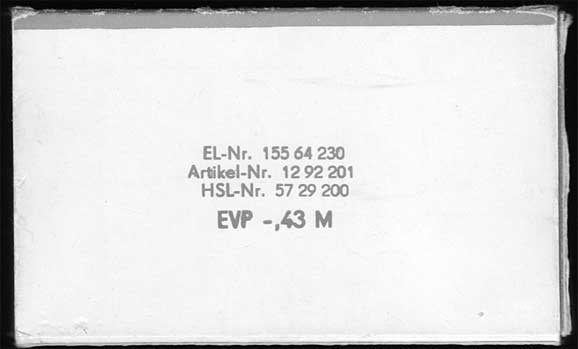
Typischer Preisaufdruck aus der DDR

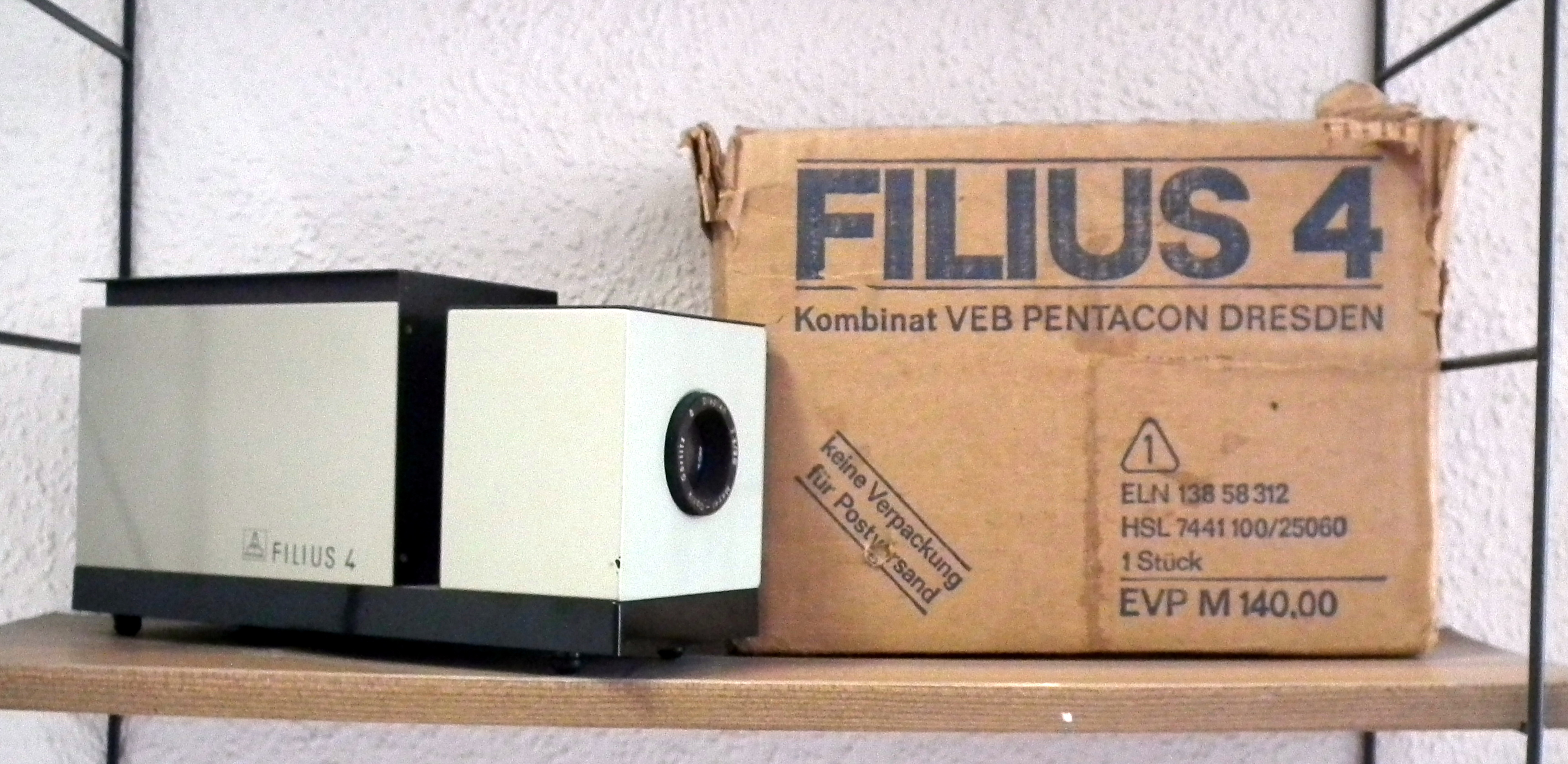
Verpackung eines Diaprojektors mit aufgedruckter ELN, HSL und EVP

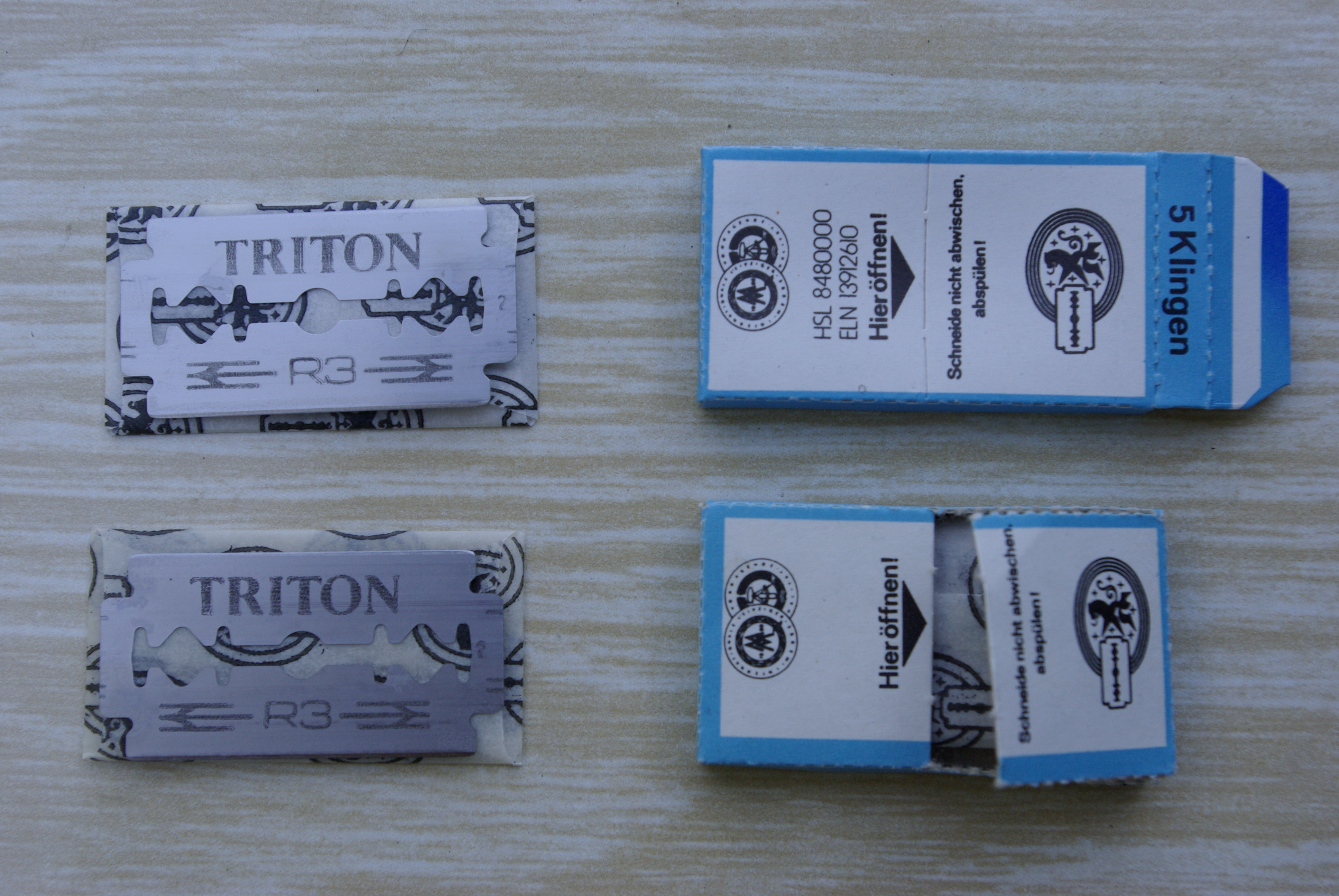
Rasierklingen TRITON R3 - HSL 8480000

Die Handelsschlüssellistennummer (HSL-Nr.) und der Einzelhandelsverkaufspreis bzw. Endverbraucherpreis (abgekürzt EVP) waren in der DDR die typischen staatlich vorgeschriebenen Bezeichnungen für auszeichnungspflichtige Einzelhandelswaren.

## Beispiele
- HSL 1872110 – Zigaretten Karo – 20 Stück – 1,60 M
- HSL 1872120 – Zigaretten Casino – 20 Stück – 2,00 M
- HSL 1872430 – Zigaretten Convent – 20 Stück – 2,50 M
- HSL 1872540 – Zigaretten CABINET – 20 Stück – 3,20 M
- HSL 1872550 – Zigaretten CLUB – 20 Stück – 4,00 M
- HSL 8321500 – FLORENA CREME – 20 g – 0,75 M
- HSL 65 77 90 0 0201 – Hausbar-Garnitur(Dreko) EVP 10,50 M
- HSL 84 13 100 – Blumensteckkerzen Wittol – 12 Stück – 2,40 M
- HSL 8480000 – Rasierklingen TRITON R3 – 5 Stück (ELN 13912610)
- HSL 57 221 460 3 – Schreibpapier (VEB Freiberger Zellstoff- u. Papierfabrik zu Weissenborn) – 50 Blatt – 0,95 M